# Condado de Chenango
O Condado de Chenango (em inglês:  Chenango County) é um dos 62 condados do Estado americano de Nova Iorque. A sede e cidade mais populosa do condado é Norwich. Foi fundado em 15 de março de 1798.
O condado tem uma área de 2 330 km², dos quais 2 320 km² estão cobertos por terra e 13 km² por água, uma população de 50 477 habitantes, e uma densidade populacional de 22 hab/km² (segundo o censo nacional de 2010).